# Laperdiguera (kommunhuvudort)
Laperdiguera är en kommunhuvudort i Spanien.   Den ligger i provinsen Provincia de Huesca och regionen Aragonien, i den nordöstra delen av landet, 300 km nordost om huvudstaden Madrid. Laperdiguera ligger 460 meter över havet och antalet invånare är 103.
Terrängen runt Laperdiguera är huvudsakligen platt, men åt sydost är den kuperad.Runt Laperdiguera är det mycket glesbefolkat, med 7 invånare per kvadratkilometer. Närmaste större samhälle är Barbastro, 15,2 km öster om Laperdiguera. Trakten runt Laperdiguera består till största delen av jordbruksmark.